# 2甲4氯丙酸
2甲4氯丙酸（英語：Mecoprop，也称为氯苯氧丙酸，methylchlorophenoxypropionic acid，缩写MCPP）是一种除草剂，与2,4-D、麦草畏和MCPA结构类似。
美国国家环境保护局将其分为III级 - 轻微毒性。
通常的2甲4氯丙酸由一对对映异构体组成，其中的(R)-(+)-异构体（也称为 "Mecoprop-P", "Duplosan KV"）才有生物学活性。

2甲4氯丙酸两种对映异构体的结构，左侧为 S，右侧为 R